# Pierre-Paul Ancion
Pour les articles homonymes, voir Ancion.
Pierre-Paul Ancion est un écrivain, journaliste, éditeur collectionneur de peinture et peintre haïtien, né le 29 janvier 1977 à Jacmel. Il est directeur départemental du ministère de la Culture et de la Communication dans le Sud-Est.

## Biographie
Pierre-Paul Ancion naît à Jacmel (Haïti) le 29 janvier 1977. Il entre à l’école primaire des Frères Clément de Jacmel puis poursuit ses études secondaires au centre Alcibiade Pommayrac,. Il a étudié la musique à l'école de musique Dessaix Baptiste.
Fondateur des éditions Pulùcia, Il devient le chef de file du mouvement de pensées littéraires et artistiques haïtien, le sacraïsme, fondé à Jacmel en 2002.
Il est l’un des deux lauréats de la session de formation du Réseau haïtien de journalistes de la santé (RHJS) en 2006.
Ses principales collaborations dans la presse et les médias haïtiens s'effectuent notamment à la Radio Télé Express de Jacmel, à la radio Sud-Est Star, au quotidien Le Matin ainsi qu'aux agences en ligne  Haïti Press Net Work (HPN) et Bonzouti.com.
Il a été délégué départemental de l’Association des Journalistes Haïtiens (AJH), rédacteur en chef à Express et directeur de l’information à Hispaniola, RTDJ et Métronome.
Il écrit des romans: La beauté du diable, la mangeuse de pommes, Dans la bouche… comme dans le trou ainsi que des poèmes,. Il a publié son dernier roman Kimika et son huitième sacrement en 2015.
Il est élu secrétaire général de l'association des journalistes du Sud-est (AJS), le 18 novembre 2019. Il est aussi Collectionneur de Peinture. Parmi les œuvres de sa collection « La flamme de l’empereur Jean Jacques Dessalines» un chef-d’œuvre du plasticien Vady Confident. Pierre-Paul Ancion en temoignant sur la vie de Véronique Rossillon a proposé « que les générations d’Haïtiens qui ont de l’argent puissent faire des choses importantes pour leur patelin ».
Ancion Pierre Paul est le nouveau directeur départemental du ministère de la culture et de la communication dans le département du Sud-Est. Dans une circulaire datée du 23 novembre 2023, la ministre de la culture et de la communication a informé tout le personnel de l’institution de cette décision. Le journaliste promet de redynamiser la direction départementale du MCC en y apportant ses compétences. Ancion est un artiste peintre et journaliste.
Dans une circulaire datée du 23 novembre 2023, la ministre de la culture et de la communication, madame Emelie Prophète a nommé Pierre Paul Ancion  directeur départemental du ministère de la culture du Sud'Est en informant le personnel de la Direction de cette décision.

## Œuvres
- Elle s'appelle Marcia Moise, anthologie sur la poésie jacmelienne[13].
- 2010 : Dans la bouche... Comme dans le trou, Éditions Púlucia, 2010.
- 2015 : Kimika et son huitième sacrément, Éditions Púlucia,juin 2015, Collection René DEPESTRE[14].

## Distinctions
- 2006, lauréats de la session de formation du Réseau haïtien de journalistes de la santé (RHJS)[6].
- 2019, élu secrétaire général de l'association des journalistes du Sud-est (AJS)[8].
- 2020, hommage de l'humoriste Foukifoura  en mettant en spectacle son roman "Kimika et son huitième sacrément".[15]